# Lijst van voetbalinterlands Bulgarije - Noord-Macedonië
Deze lijst van voetbalinterlands is een overzicht van alle officiële voetbalwedstrijden tussen de nationale teams van Bulgarije en (Noord-)Macedonië (dat tussen 1993 en 2019 onder de naam Macedonië speelde). De buurlanden speelden tot op heden negen keer tegen elkaar. De eerste ontmoeting, een vriendschappelijke wedstrijd, werd gespeeld in Strumica op 12 april 1995. Het laatste duel, een groepswedstrijd tijdens de UEFA Nations League 2022/23, vond plaats op 26 september 2022 in Skopje.

## Wedstrijden
| № | Plaats   | Datum             | Competitie                  | Wedstrijd                   | Uitslag |
| - | -------- | ----------------- | --------------------------- | --------------------------- | ------- |
| 1 | Strumica | 12 april 1995     | Vriendschappelijk           | Macedonië – Bulgarije       | 0 – 0   |
| 2 | Sofia    | 28 mei 1996       | Vriendschappelijk           | Bulgarije – Macedonië       | 3 – 0   |
| 3 | Skopje   | 25 maart 1998     | Vriendschappelijk           | Macedonië – Bulgarije       | 1 – 0   |
| 4 | Sofia    | 15 augustus 2001  | Vriendschappelijk           | Bulgarije – Macedonië       | 1 – 0   |
| 5 | Skopje   | 1 maart 2006      | Vriendschappelijk           | Macedonië – Bulgarije       | 0 – 1   |
| 6 | Skopje   | 14 augustus 2013  | Vriendschappelijk           | Macedonië − Bulgarije       | 2 − 0   |
| 7 | Skopje   | 29 maart 2016     | Vriendschappelijk           | Macedonië − Bulgarije       | 0 − 2   |
| 8 | Razgrad  | 2 juni 2022       | UEFA Nations League 2022/23 | Bulgarije − Noord-Macedonië | 1 − 1   |
| 9 | Skopje   | 26 september 2022 | UEFA Nations League 2022/23 | Noord-Macedonië − Bulgarije | 0 − 1   |

## Samenvatting
| Competitie          | Totaal gespeeld | Winst Bulgarije | Gelijk | Winst Noord-Macedonië | Doelsaldo Bulgarije – Noord-Macedonië |
| ------------------- | --------------- | --------------- | ------ | --------------------- | ------------------------------------- |
| UEFA Nations League | 2               | 1               | 1      | 0                     | 2 − 1                                 |
| Vriendschappelijk   | 7               | 4               | 1      | 2                     | 7 − 3                                 |
| Totaal              | 9               | 5               | 2      | 2                     | 9 − 4                                 |

Wedstrijden bepaald door strafschoppen worden, in lijn met de FIFA, als een gelijkspel gerekend.

## Details

### Eerste ontmoeting
| Vriendschappelijk (Strumica, Macedonië, 12 april 1995): |       |           |
| Macedonië                                               | 0 – 0 | Bulgarije |
|                                                         | goals |           |